# Guillano Grot
Guillano Grot (nascut el 15 de març de 1983) és un futbolista neerlandès que juga com a Davanter pel FC Lienden.

## Carrera esportiva
Va néixer a Paramaribo, Surinam, i es va criar a Arnhem, Països Baixos. Va començar a jugar al Vitesse 1892, abans d'anar al NEC el 2000. Va jugar un any amb els de Nijmegen, abans de marxar al club amateur De Treffers el 2001, on s'hi va estar quatre anys. La temporada 2003-2004 fou cedit a un club de la regional alemanya, el 1. FC Bocholt.
El 2005 va tornar al NEC, on hi jugà entre 2005 i 2007. El 2006, fou cedit a l'SBV Excelsior. El juliol de 2007 va deixar el NEC, i signà amb el Helmond Sport. L'agost de 2008, fou cedit al FC Inter Turku. Va guanyar la lliga finesa de 2008. El desembre de 2008, Grot va signar un contracte de dos anys amb el FC Inter, fins al desembre de 2010.